# متلازمة دات
متلازمة دات (بالسنسكريتية: धातु दोष) هي حالة موجودة في ثقافات جنوب آسيا (بما في ذلك باكستان والهند وبنغلاديش ونيبال وسريلانكا) حيث يعرف أن المرضى الذكور يعانون من سرعة القذف أو الضعف الجنسي، ومن المعتقد أنهم يمررون السائل المنوي في بولهم. الحالة ليس لها أي سبب عضوي معروف.
| متلازمة دات        |
| اختصاص طبي طب نفسي |

في الروحانية الهندوسية التقليدية، يوصف المني بأنه «سائل حيوي». ويرتبط تصريف هذا «السائل الحيوي»، إما من خلال الجنس أو الإستمناء، مع مشاعر ملحوظة من القلق والإنزعاج. في كثير من الأحيان يصف المريض فقدان السائل الأبيض أثناء تمرير البول. وفي أوقات أخرى، يلاحظ أن الشعور بالذنب مرتبط بما يفترضه المريض وهو الإستمناء المفرط.
ينظر العديد من الأطباء إلى دات على أنه مصطلح تشخيصي شعبي يستخدم في جنوب آسيا للإشارة إلى القلق ومخاوف توهم المرض المرتبطة بتفريغ السائل المنوي، مع تغير لون البول، ومشاعر الضعف والإرهاق. يعتقد أن دات متلازمة مرتبطة بالثقافة تشبه جريان (جنوب شرق آسيا)، براميها (سريلانكا)، شين كي'وي (الصين). قد تكون متلازمة دات مرتبطة بأمراض ما بعد النشوة الجنسية، مثل حزن بعد الجماع، ومتلازمة مرض ما بعد النشوة الجنسية، والصداع الجنسي.

## علامات وأعراض
غالبا ما يتأثر الذكور الشباب، بالرغم من أنه قد تم الإبلاغ عن أعراض مماثلة لدى الإناث والتي تتمثل في الإفرازات المهبلية المفرطة أو الثر الأبيض، والذي يعتبر أيضا «سائلا حيويا».
يقر الذكور في بعض الأحيان بشعور ذاتي يتمثل في تقلص قضبانهم. عادة ما ترتبط هذه الأعراض بوجود حالة مزاجية قلقة ومضطربة.

## علاج
العلاج السلوكي المعرفي هو الدعامة الأساسية للعلاج. في أوقات أخرى، تبين أن استخدام الأدوية المضادة للقلق وللاكتئاب مفيد.

## علم أوبئة
تم الإبلاغ عن متلازمة ذات في جميع أنحاء جنوب آسيا في العديد من المجتمعات، بما في ذلك «بين السيخ في البنجاب والبوذيين في سريلانكا والمسلمين في باكستان».

## تاريخ
يستمد مصطلح دات أصله من الكلمة السنسكريتية داتو (धातु)، والتي وفقا لسوشروتا سامهيتا، تعني «إكسير يشكل الجسد». صاغ الطبيب الهندي ناريندرا ويغ مصطلح متلازمة دات في عام 1960 ووصفه بأنه يتميز بأعراض نفسية جسمية غامضة من التعب، الضعف، القلق، فقدان الشهية والشعور بالذنب والضعف الجنسي، ويعزى ذلك إلى فقدان المني في الانبعاثات الليلية، عن طريق البول أو الإستمناء. يرجع تاريخ الأدب الذي يصف السائل المنوي باعتباره مكونا حيويا للجسم البشري إلى عام 1500 قبل الميلاد. تم توضيح اضطرابات داتوس في شاراكا سامهيتا، التي تصف الإضطراب المسمى شوكراميها (शुक्रमेह) والذي يتم فيه مرور السائل المنوي في البول. في الصين، تتعدد أسماء الأعراض والظروف المشابهة لداتوس مثل (شين كي'وي)، وسريلانكا (براميها) وأجزاء أخرى من جنوب شرق آسيا (جيريان). التصنيف الدولي للأمراض التصنيف أي سي دي-10 تصنف متلازمة ذات كاضطراب عصبي (الرمز ف48.8) واضطراب خاص بالثقافة (الملحق 2) بسبب «قلق لا مبرر له بشأن الآثار المنهكة لمرور السائل المنوي».

## مجتمع وثقافة
يعتقد بعض الأطباء أن متلازمة دات هي إما عرض مقيد بثقافة الاضطراب الاكتئابي، أو مجموعة جسدية من الأعراض، أو نتيجة لسوء تفسير الأطباء الغربيين لوصف المرضى لحالتهم. وهذا شائع جدا في الثقافة النيبالية كذلك. حيث أن معظمهم يأتون مرفقين بشكاوى من «قطرات» ويصبحون قلقين للغاية حيال ذلك ويرون أنه بمثابة فقدان «قوة الذكور». وغالبا ما يتعلق الأمر بالوسواس القهري والأعراض الجسدية. ويراه آخرون ككيان سريري متميز أقل ارتباطًا بالثقافة مما يؤكده هؤلاء النقاد، ويصفونه كشكل من أشكال متلازمة «قلق فقدان المني» الذي يحدث أيضًا في الثقافات الشرقية الأخرى مثل جيريان وشين كي'وي، وكذلك في الثقافات الغربية. قد تكون عدوى الكلاميديا مرتبطة بها أيضا بسبب ظهور أعراض مشابهة في حالة إصابة مجرى الإحليل (التهاب الإحليل)، والتي عادة ما تكون من الأعراض، مما يؤدي إلى إفرازات بيضاء من القضيب مع أو بدون ألم عند التبول (عسر التبول).

== مراجع ==